# Предприниматель

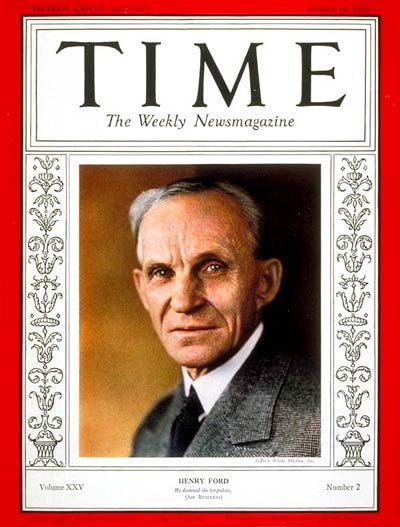
Генри Форд — основатель Ford на обложке журнала Time от 14 января 1935 года

Предпринима́тель — частное лицо, осуществляющее предпринимательскую деятельность. Среди русскоговорящих людей также распространены англицизмы «бизнесме́н» и «бизнесву́мен» от слов businessman (деловой, предприимчивый мужчина) и businesswoman (деловая, предприимчивая женщина) соответственно.
Каждый человек может иметь собственное дело, или может помогать создавать предприятия другим предпринимателям.

## Терминология
- Впервые понятие «предприниматель» (entrepreneur) ввёл французский экономист Ричард Кантильон примерно в 1720 году. Р. Кантильон определил его так: Предприниматель — человек с неопределёнными, нефиксированными доходами, который приобретает чужие товары по известной цене, а свои будет продавать по цене, ему пока неизвестной[4].
- Жан-Батист Сэй примерно в 1800 году писал о предпринимателе так: «Антрепренёр перебрасывает экономические ресурсы из сферы малой продуктивности в сферу большой продуктивности и пожинает плоды»[5].
- В Экономическом словаре Ф. А. Брокгауза и И. А. Эфрона под предприятием подразумевается «такое хозяйство, ведение которого рассчитано на извлечение дохода, путём сбыта продуктов, в форме продажи или обмена. Этим признаком предприятие отличается от натуральных форм хозяйства, в которых производство рассчитано непосредственно на удовлетворение потребностей членов хозяйства. В чистом виде натуральные формы хозяйства встречаются все реже и реже, так как хозяйства постепенно вовлекаются все более в систему обмена».
- В «Популярном словаре» (1991 г.) под редакцией Г. Я. Кипермана: «предпринимательство — одно из действенных средств, которые помогают поддерживать стимулы к высокопроизводительному труду, хозяйскую мотивацию. Настоящий хозяин — всегда предприниматель, идёт ли речь об отдельном гражданине или трудовом коллективе. К предпринимательству относятся любые виды хозяйственной деятельности, если они не запрещены законодательными актами РФ и республик».
- В учебнике «Психология предпринимательства и бизнеса» (Ю. В. Щербатых) даётся определение предпринимателя как «человека определённого личностного склада, который в своём стремлении к получению прибыли самостоятельно выбирает способ экономической деятельности, несёт имущественную ответственность за её результаты и на первом этапе своей деятельности совмещает функции собственника капитала, наёмного управляющего и работника».
- Большой экономический словарь (под общ. ред. А. Н. Азрилияна) указывает, что «предприниматель — лицо, которое занимается предпринимательской деятельностью, изыскивает средства для организации предприятия и тем самым берёт на себя предпринимательский риск. Предпринимательская инициатива — форма управления производством и сбытом, включающая выработку новых конкурентоспособных идей, как перманентный процесс, оперативное внедрение наиболее плодотворных идей и организацию системы мероприятий по максимально быстрому и эффективному сбыту новой продукции, полученной по новой технологии».
- С. И. Ожегов в «Словаре русского языка» писал: «предприниматель — капиталист, владелец предприятия, крупный деятель, предприимчивый и практичный человек».
- В «Книге делового человека» под редакцией Т. А. Краюхина и Э. С. Минаева «научное предпринимательство — форма деятельности в сфере создания научно-технической продукции и представления услуг с целью получения возможно большей прибыли».
- Говард Стивенсон, профессор Гарвардского университета, в статье «Взгляд на предпринимательство» писал: «Предпринимательство — это наука управлять, суть которой мы можем сформулировать следующим образом: погоня за возможностями без оглядки на ресурсы, которые в данный момент находятся у нас под контролем».

Предприниматель — это, скорее, специалист, не всегда дипломированный, занимающийся деятельностью, связанной с управлением собственностью. В отличие от других управленцев, цель предпринимателя — получение прибыли для себя или для группы совладельцев, в которую он входит.
Деятельность предпринимателя включает в себя:
а) осведомление относительно хозяйственного положения;
б) все предварительные соображения, необходимые для того, чтобы процесс производства был экономическим, иными словами, хозяйственный расчёт;
в) акт воли, посредством которого блага высшего порядка (а при развитых отношениях оборота, где всякое экономическое благо можно обыкновенно обменять на другое, блага вообще) предназначаются для определённого производства;
г) наблюдение за возможно более экономическим проведением плана производственного процесса.

## Право на предпринимательскую деятельность
Право на предпринимательскую деятельность является одним из основополагающих прав человека и защищено ст. 34 Конституции России. Это конституционное право фактически неотделимо от права свободно распоряжаться своим имуществом и осуществлять экономическую деятельность.
Поэтому предпринимателями именуют себя и граждане, занимающиеся предпринимательством эпизодически, не имея каких-либо документов, дающих им право заниматься этой деятельностью, например, лица, перепродающие товар.
Предпринимательская деятельность, осуществляемая лицом, незарегистрированным в качестве предпринимателя или не имеющим в силу законодательства прав заниматься избранным им видом деятельности, является незаконным предпринимательством и преследуется в уголовном порядке.
Российское дореволюционное торговое законодательство называло предпринимателя купцом. Купцом, с точки зрения торгового права, признавался тот, кто занимался производством торговых сделок в виде промысла от своего имени. В законодательствах других государств существует понятие коммерсанта. Статус коммерсанта признаётся за лицом, которое осуществляет от своего имени сделки и иные хозяйственные деяния в виде предпринимательства.
После революции Новая экономическая политика давала возможность существовать предпринимательскому классу акционерных обществ, товариществ и других организационно-правовых форм. В 1960 г. был принят новый Уголовный Кодекс РСФСР, в котором несколькими статьями предусматривалось ответственность за предпринимательскую и хозяйственную деятельность.
В СССР предприниматели впервые приобрели законное признание после вступления в силу с 19 ноября 1986 года Закона СССР «Об индивидуальной трудовой деятельности».
Этот Закон допускал индивидуальную трудовую деятельность в сфере кустарно-ремесленных промыслов, бытового обслуживания населения, а также другие виды деятельности, основанные исключительно на личном труде граждан и членов их семей. Документами, удостоверяющими право граждан заниматься индивидуальной трудовой деятельностью, являлись регистрационные удостоверения или патенты, выдаваемые на определённый срок.
Российский Закон «О предприятиях и предпринимательской деятельности» 1991 года закрепил право граждан вести предпринимательскую деятельность как индивидуально, но не применяя наёмный труд, так и создавая предприятия с привлечением наёмных работников. Такие граждане регистрировались в качестве физических лиц, занимающихся предпринимательской деятельностью без образования юридического лица (ПБОЮЛ).
Ныне действующий (на конец 2018 года) Гражданский кодекс Российской Федерации называет таких граждан индивидуальными предпринимателями.

## Социальный предприниматель
Социальный предприниматель может создавать и управлять как коммерческими, так и некоммерческими организациями, но их существование обусловлено выполнением определённой социальной миссии. Для проведения требуемых социальных перемен индивиду необходимо обладать инициативностью и волей отстаивать интересы других людей.
Среди качеств и навыков, присущих социальному предпринимателю в большей степени, чем обычному: просоциальное поведение, гражданская мотивированность, проактивность личности, навыки общественной работы и некоторые другие.